# Aeroporto de Kangerlussuaq
O Aeroporto de Kangerlussuaq (em groenlandês/gronelandês:  Mittarfik Kangerlussuaq, em dinamarquês:  Søndre Strømfjord Lufthavn) é um aeroporto na pequena cidade de Kangerlussuaq.                                              
É um dos dois únicos aeroportos da Groenlândia suficientemente grandes para lidar com aviões de grandes dimensões. Tem 1 pista asfaltada com 2810 metros de comprimento e seu terminal está aberto 24 horas por dia, no Verão. A sua pista é a maior da Gronelândia.

Foi o aeroporto internacional e o nó do tráfego aéreo da Gronelândia até novembro de 2024, altura em que foi ampliado o aeroporto de Nuuk, passando então o aeroporto de Kangerlussuaq a ser um aeroporto regional.

## Galeria

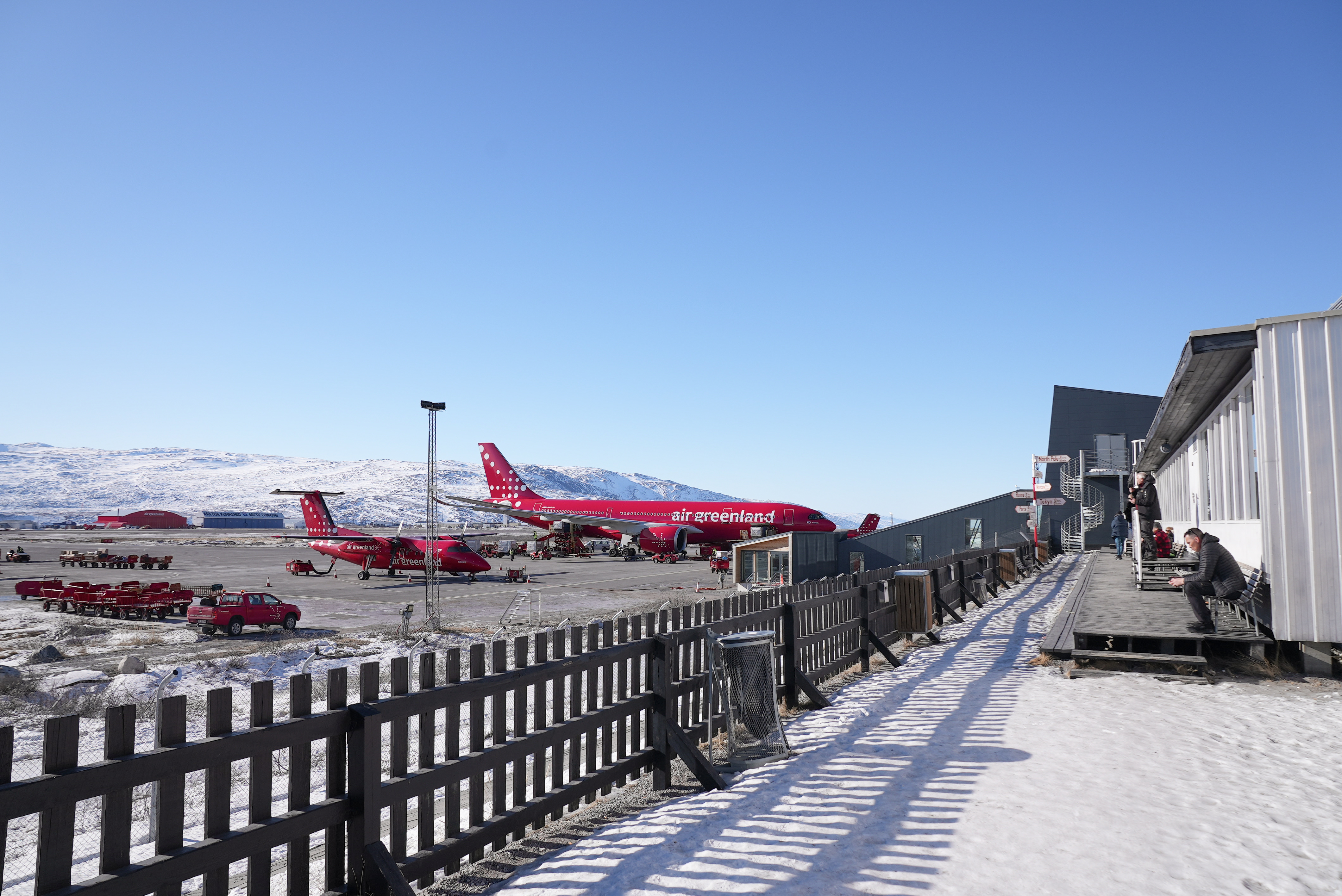
Terminal exterior do aeroporto
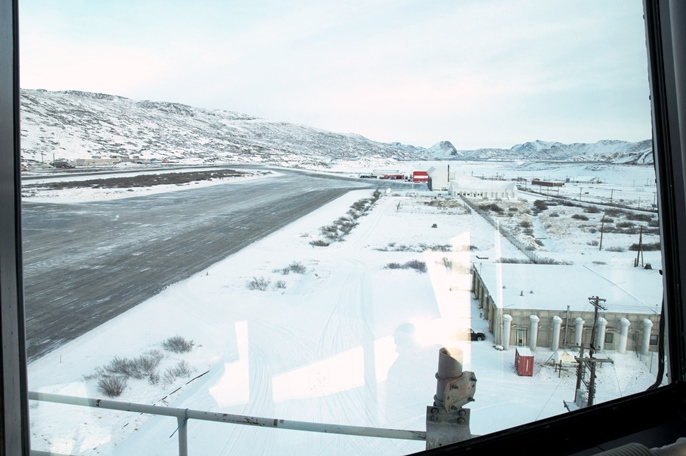
Vista da torre de comando